# Чорний Потік (заповідне урочище)
Чо́рний Поті́к — заповідне урочище місцевого значення в Україні. Розташоване в межах Верховинського району Івано-Франківської області, на схід від села Кривопілля і на північ від села Стаїще. 
Площа 1,6 га. Статус надано в 1988 році. Перебуває у віданні ДП «Верховинський лісгосп» (Верховинське л-во, кв. 27). 
Статус надано з метою збереження частини лісового масиву з переважно смерековими насадженнями. Серед лісу на стрімких схилах є кілька мальовничих скельних масивів.

## Галерея

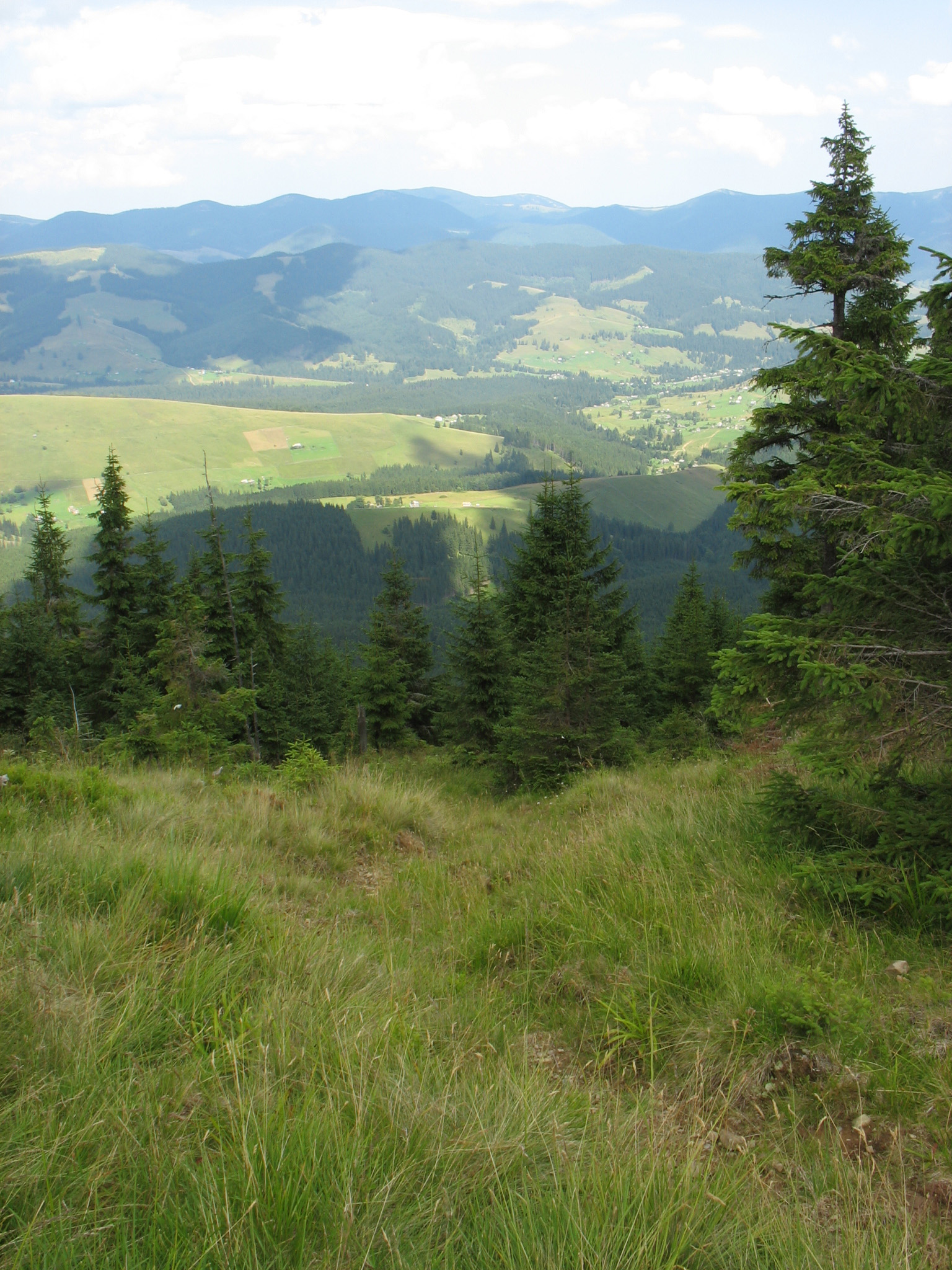
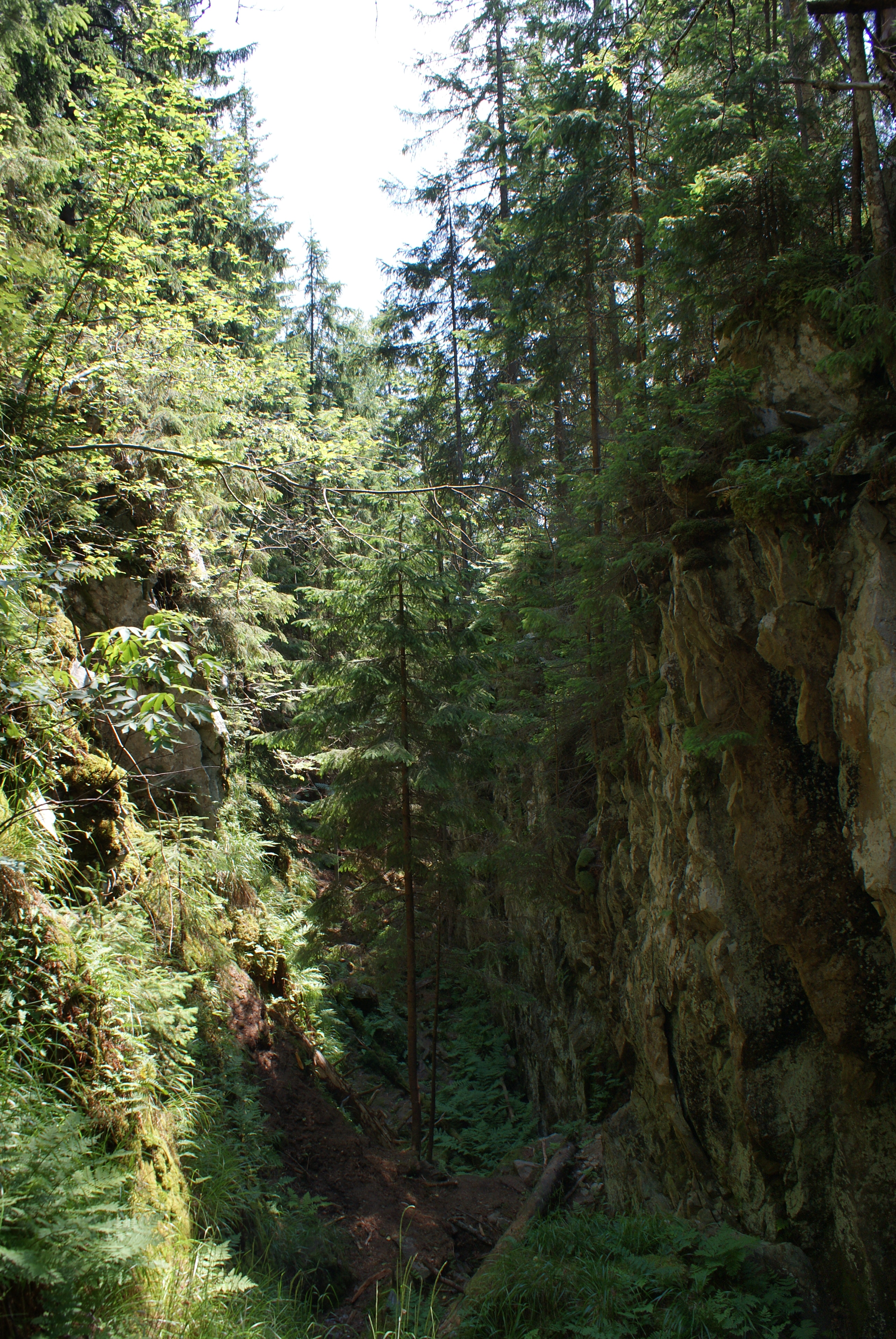